# Buizerdmos
Buizerdmos (Rhytidium rugosum) is een bladmos behorend tot de familie Rhytidiaceae.

## Determinatie

### Uiterlijke kenmerken
Buizerdmos vormt geelgroene tot goudkleurige (en op schaduwrijke plaatsen groene) gazons. De plantjes worden 10 centimeter lang en zijn onregelmatig vertakt tot regelmatig geveerd. Kenmerkend zijn de tot 1,5 centimeter lange, dik gezwollen en meestal eenzijdig doorbladerde en naar beneden gebogen uiteinden, die doen denken aan het uiterlijk van hazenpoten. 
De bladeren aan de stengels zijn 3 tot 4 mm lang. Ze zijn dicht opeengepakt en gerangschikt als dakpannen, eenzijdig en naar beneden gebogen in een sikkelvorm. De eenvoudige en dunne bladnerf loopt door tot in het midden van het blad of iets daarboven. Takbladeren zijn kleiner dan de stengelbladeren.

### Microscopische kenmerken
De bladcellen zijn langwerpig-rechthoekig, sterk verdikt en putvormig aan de bladbasis, elliptisch tot lineair wormvormig in het bladcentrum. De breedte is 4 tot 8 µm en ze zijn 4 tot 10 keer zo lang en matig dikwandig. Het bovenste uiteinde van de cel komt vaak uit als een dikke papil. De bladvleugels bevatten een driehoekige groep van talrijke vierkante tot ruitvormige, sterk verdikte en gestippelde cellen, die aan de randen zijn opgetrokken.

### Gelijkende taxa
De soort vertoont gelijkenis met gesnaveld klauwtjesmos (Hypnum cupressiforme).

## Ecologie
Buizerdmos groeit bij voorkeur in droge, open tot grazige vegetatie op kalkrijke bodem. Het mos groeit in kalkrijke en alkalische, zonnige, droge en warme locaties zoals halfdroge en droge graslanden, lichte thermofiele bossen en hun grensgebieden; ook op antropogene locaties zoals spoordijken, muren, taluds en steenachtige plaatsen.

## Verspreiding
Buizerdmos komt voor in Europa, Azië, Afrika, Groenland, Noord- en Midden-Amerika. In de Alpen groeit het tot 3000 meter hoogte.
In Nederland is buizerdmos extreem zeldzaam. Het gedijt met name in open duingrasland in de kalkrijke duinen. Het houdt stand in de omgeving van Katwijk en Noordwijk.

Microscopische opnamen buizerdmos
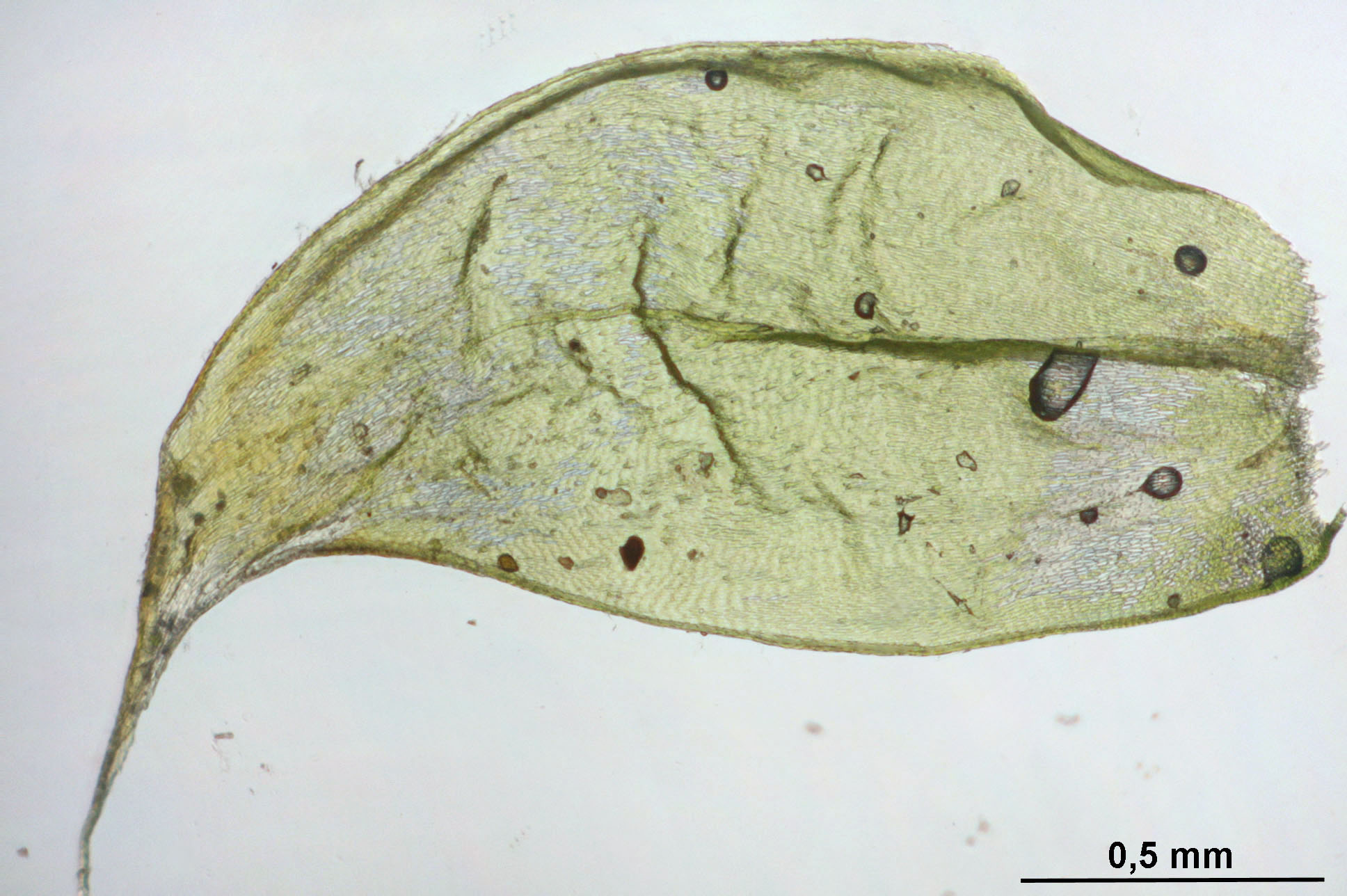
Blad
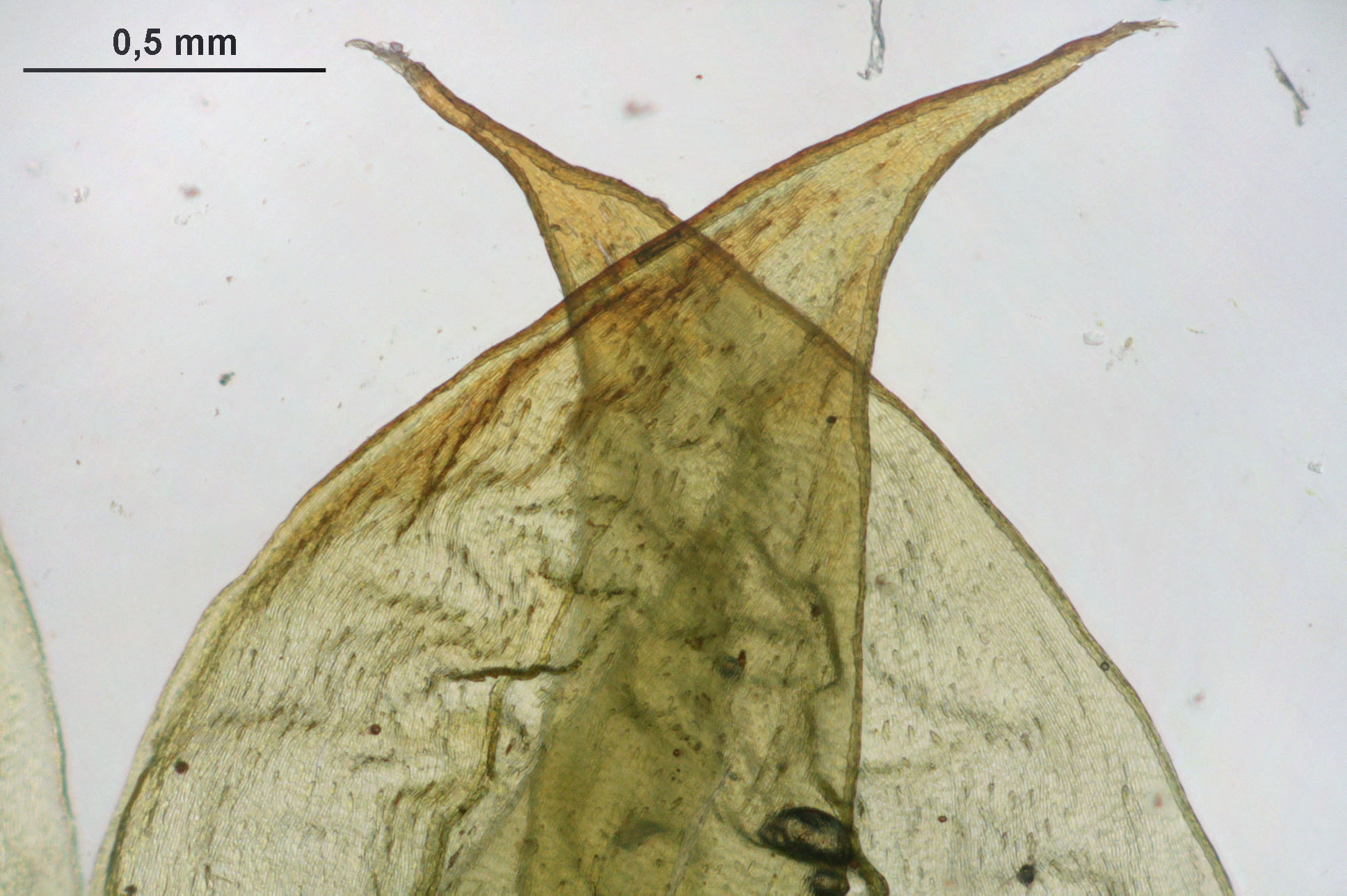
Blad
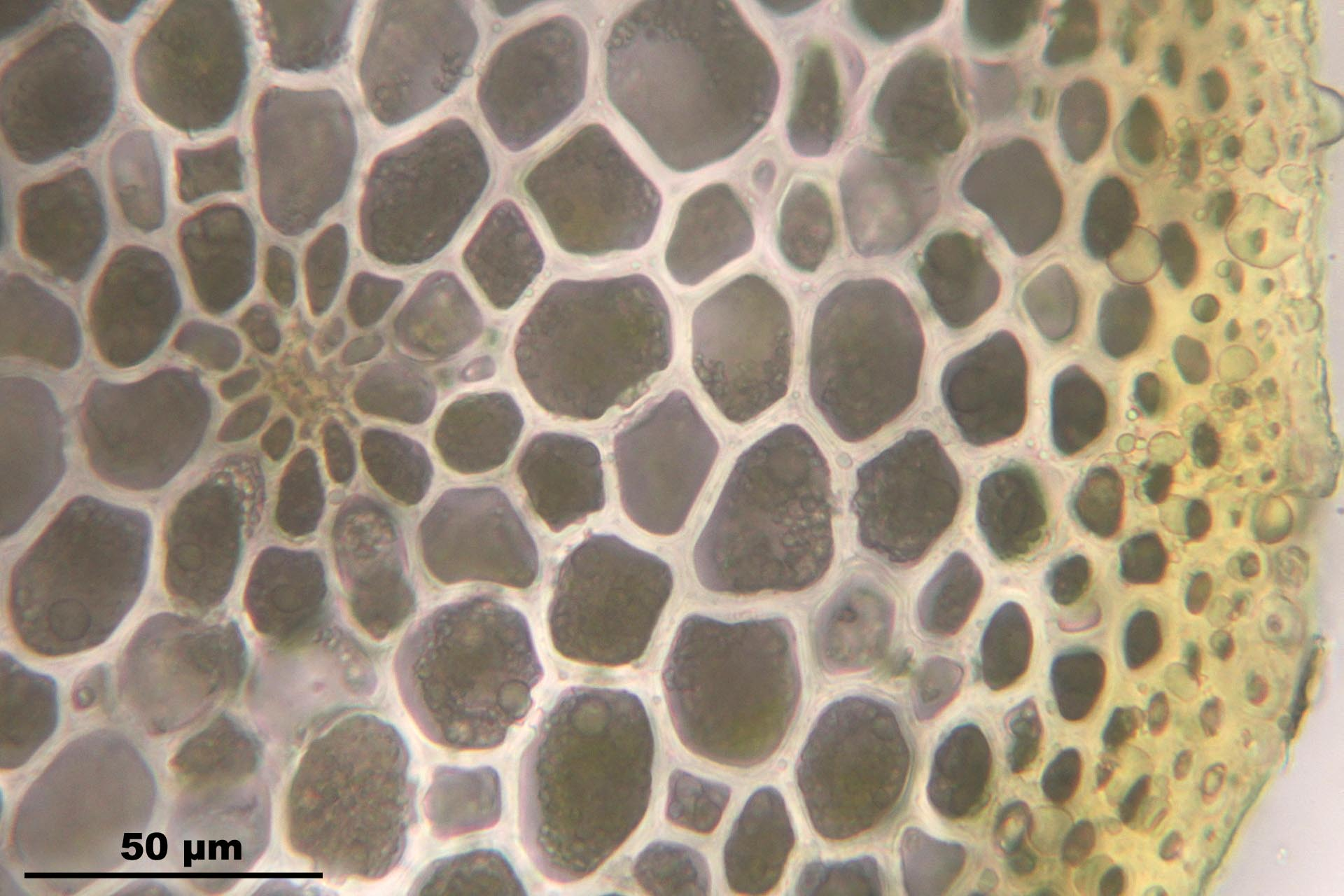
Dwarsdoorsnede stengel
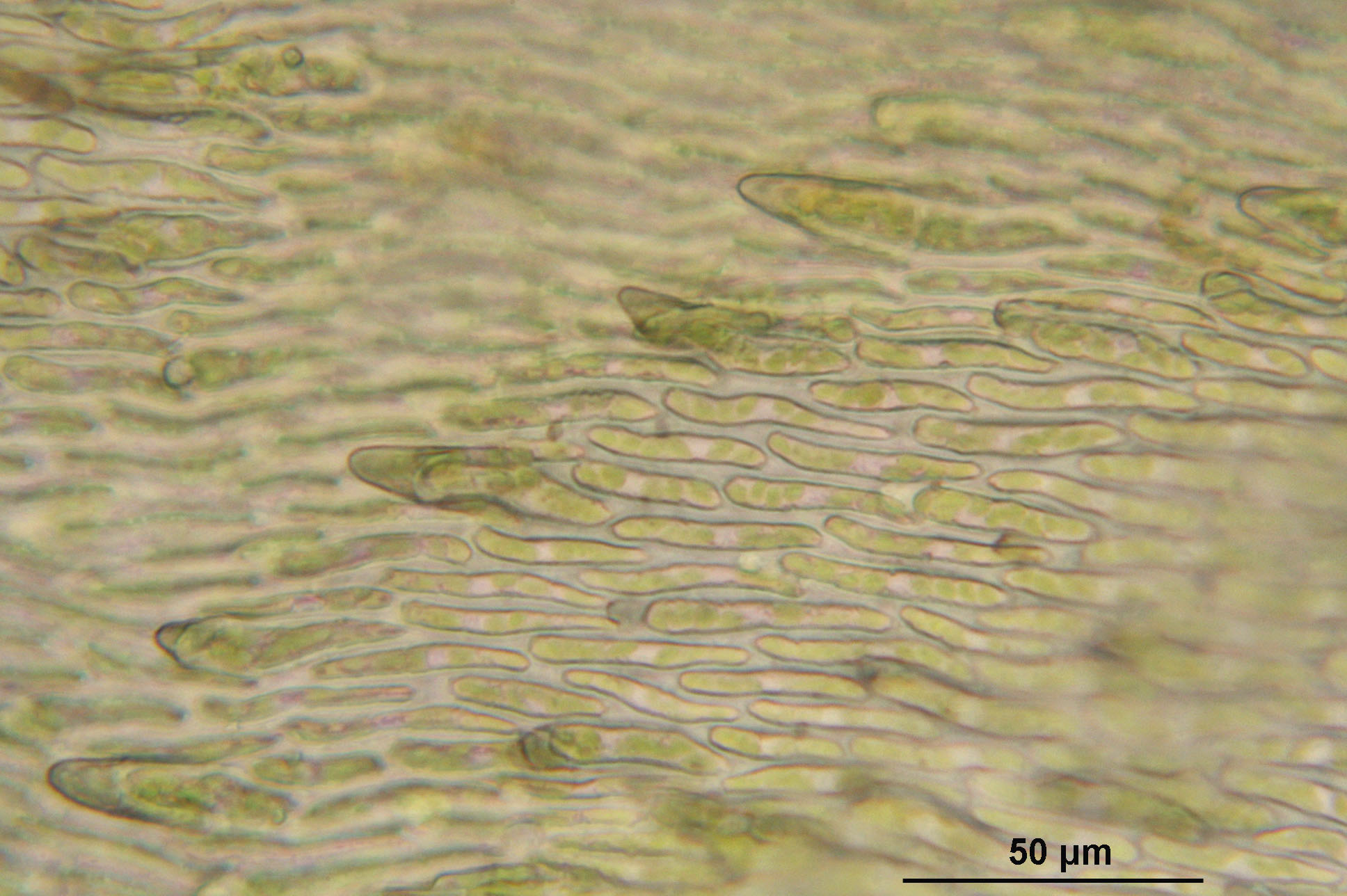
Bladcellen